# As Três Graças (Canova)

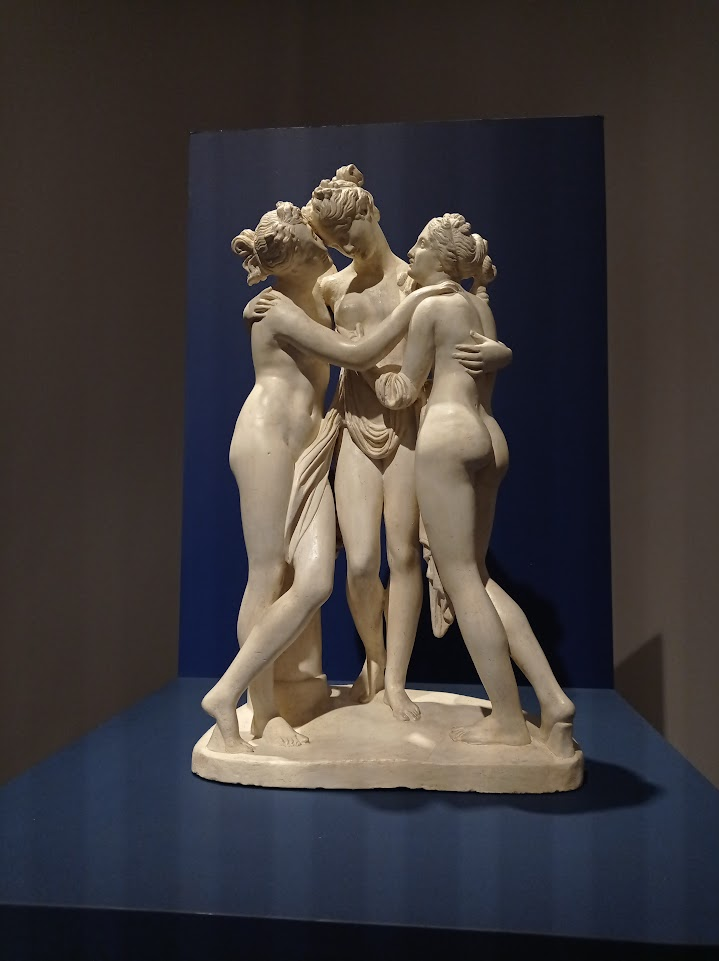
As Três Graças no Palazzo Baldeschi al Corso, Perugia. Julho de 2022.

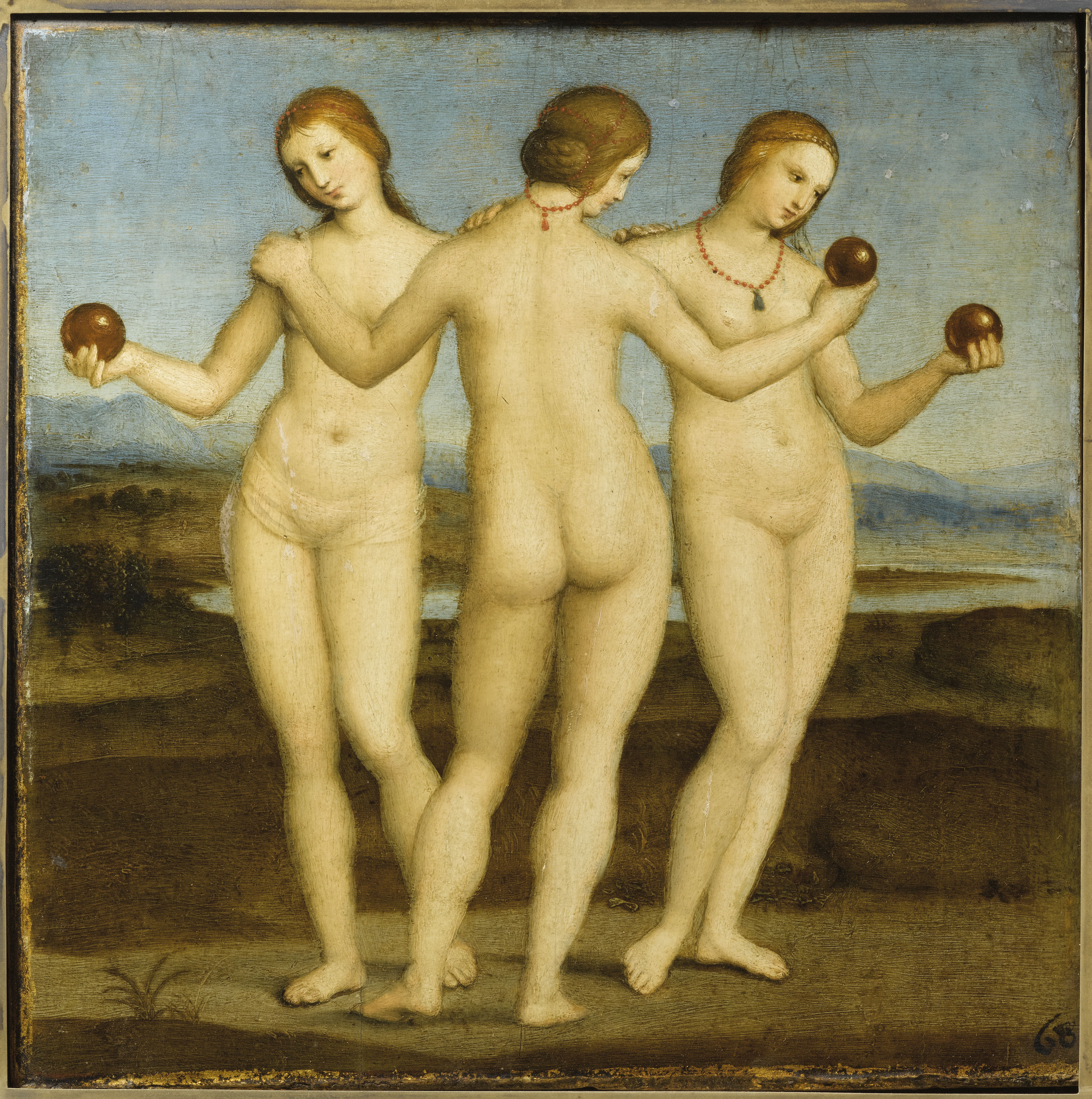
Raffaello Sanzio, As Três Graças (entre 1504 e 1505); óleo sobre painel, 17×17 cm, Musée Condé

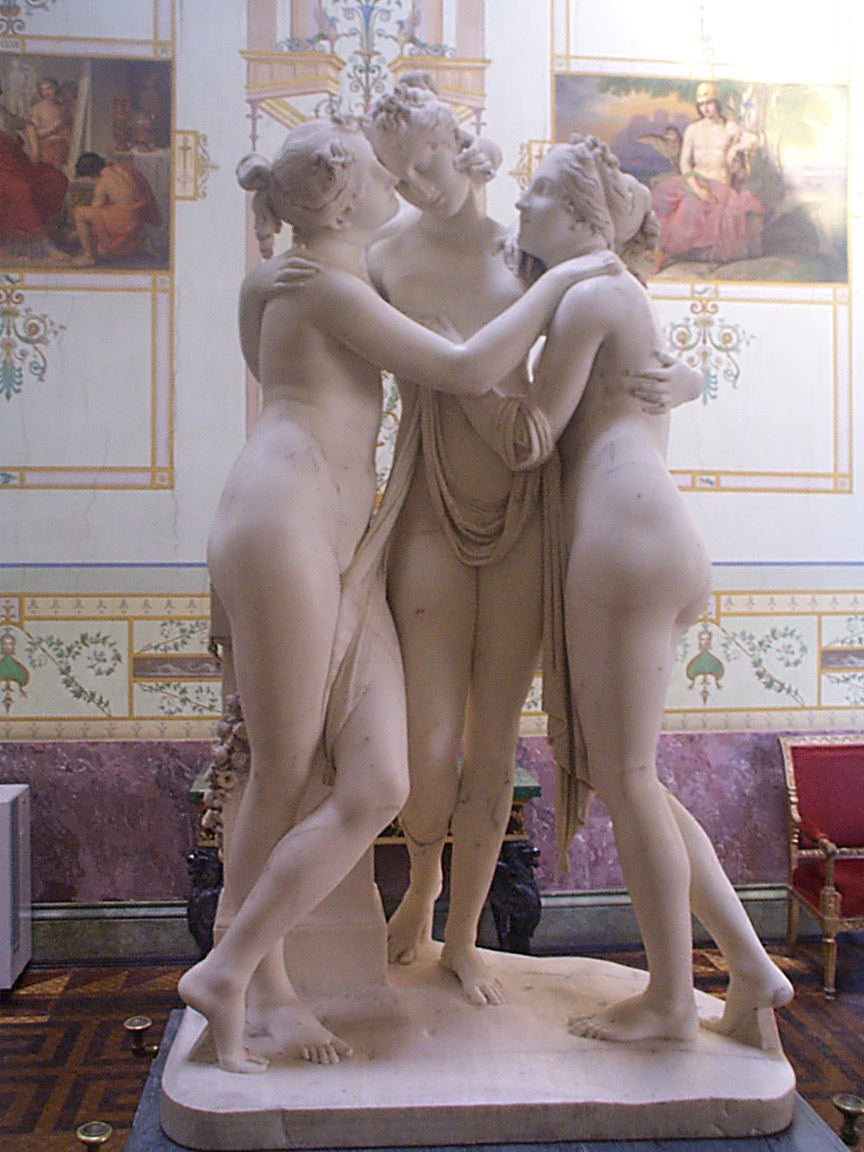
Antonio Canova, As Três Graças do Hermitage em São Petersburgo, 1813-1816, 182 cm

As Três Graças é o nome dado a dois grupos escultóricos de Antonio Canova, criados entre 1812 e 1817 e retratando três deusas da mitologia grega : Aglaia, Eufrosina e Thalia. Existem duas versões: a primeira está preservada no Museu Hermitage em São Petersburgo, enquanto uma réplica posterior tornou-se património compartilhado do Museu Victoria & Albert em Londres e das Galerias Nacionais da Escócia em Edimburgo. O molde de gesso desta obra está preservado na galeria de moldes de gesso Canova em Possagno, cidade natal do escultor. É uma escultura neoclássica, com influência do Classicismo na escolha do tema (mitológico), ou no material utilizado (mármore branco) ou na representação da nudez;
A expressividade das figuras, refletindo serenidade (rostos); a representação com rigor anatómico, nas diferentes partes e nas proporções de cada elemento face ao todo; a representação de uma idealização da beleza, seguindo o cânone clássico; figuração caracterizada pela fluidez e pela delicadeza dos gestos ou dos panejamentos (posicionamento das mãos ou do pano); evidência de perícia técnica, com atenção conferida às texturas (pele e cabelos) e aos vários abertos escultóricos (pernas); e representação das figuras com a pose clássica do contraposto (o peso corporal de cada figura está apoiado apenas num dos membros inferiores) caracterizam os elementos visíveis de as Três Graças.

## História
Foi Josefina de Beauharnais, a primeira esposa de Napoleão Bonaparte, que convidou Antonio Canova para começar o grupo escultórico representando as Três Graças, como aparece numa carta de 1812 na qual Giuseppe Bossi escreveu ao escultor que ele tinha «ouvido o rumor de que deveria fazer um grupo das Três Graças para esta Senhora [Beauharnais]». Beauharnais, no entanto, nunca viu o grupo, pois Canova, que já em 1813 lamentava não poder mostrar a ela pelo menos um desenho, completou as Três Graças em 1817, após sua morte (ocorrida em maio de 1814).
Nesta obra, Canova aborda o tema mitologicamente inspirado das Graças, filhas de Zeus, Aglaia, Eufrosina e Thalia, as três divindades benéficas que espalham esplendor, alegria e prosperidade no mundo humano e natural. Era, portanto, um tema que se adequava muito bem ao desejo de Canova em reproduzir na escultura o ideal duma beleza feminina serena, tomando o exemplo da estatuária clássica, em perfeito alinhamento com as teorias neoclássicas promovidas por Johann Joachim Winckelmann . O princípio estético perseguido por Canova, além disso, é refletido de maneira quase subliminar na etimologia do próprio termo "graça", do latim gratia, por sua vez derivado de gratus "bem-vindo; grato".
O grupo escultórico descrito a seguir é o que se conserva no Victoria and Albert Museum, em Londres, por ser o que se encontra em melhor estado de conservação: as duas obras, no entanto, diferem apenas em alguns pequenos e insignificantes detalhes. As três Graças são representadas em sua posição mais canônica, ou seja, aquela em que são mostradas de pé e entrelaçadas num abraço íntimo: nenhuma das três figuras está de costas completamente voltadas para o espectador, diferentemente do que acontecia num painel de Raffaello Sanzio era provavelmente conhecido de Canova. Os seus rostos, de fato, estão todos de perfil: no ponto de visão canônico (ortogonal, ou "de frente" à escultura), a Graça do centro é vista de frente, a da direita é posicionada quase por trás e a da esquerda, finalmente, vira o seu lado direito para o espectador. O senso de união ditado pelo abraço da figura central é reforçado por um véu suave que, caindo do braço da Graça da direita, envolve as três raparigas, ocultando parcialmente as sua nudez.